# Jordan Bielsky
Jordan Bielsky ist ein US-amerikanischer Schauspieler, Synchronsprecher und Filmschaffender.

## Leben
Bielsky gab 2008 im Film Defiance – Für meine Brüder, die niemals aufgaben sein Filmschauspieldebüt. 2012 und 2013 folgten mehrere Besetzungen in Kurzfilmproduktionen sowie als Episodendarsteller in den Fernsehserien Total White Guy Move und Intelligence. 2014 lieh er der Katze Patches im Film Golden Winter 2 – Die Katzen sind los seine Stimme. 2016 verkörperte er in David vs. Goliath die historische Rolle des Abinadab. 2018 war er als Synchronsprecher in den Fernsehserien When Heroes Fly und Ad Vitam zu hören. 2019 stellte er in zwei Episoden der Fernsehserie Shangri-LA die Rolle des Greg dar. Zuletzt wirkte er als Episodendarsteller in den Fernsehserien How I Met Your Father und Sugar mit.
Als Bühnenschauspieler war er unter anderen in den Stücken Cat on a Hot Tin Roof, The Survivor sowie in Danny and the Deep Blue Sea zu sehen.

## Filmografie (Auswahl)

### Schauspiel
- 2008: Defiance – Für meine Brüder, die niemals aufgaben (Defiance)
- 2012: Shame on Me (Kurzfilm)
- 2012: Premonition (Kurzfilm)
- 2013: Total White Guy Move (Fernsehserie, Episode 1x05)
- 2013: The Sun Is on Fire (Kurzfilm)
- 2013: Rolph (Kurzfilm)
- 2014: Intelligence (Fernsehserie, Episode 1x12)
- 2014: No Extras (Kurzfilm)
- 2015: Not a Love Story (Kurzfilm)
- 2015: The Painter (Kurzfilm)
- 2016: David vs. Goliath (David and Goliath)
- 2016: Green Wedding (Kurzfilm)
- 2018: Schnappt Shorty (Get Shorty, Fernsehserie, Episode 2x03)
- 2018: Runners (Kurzfilm)
- 2019: Shangri-LA (Fernsehserie, 2 Episoden)
- 2019: Arun Considers (Miniserie, Episode 4x02)
- 2020: Work Without Pants (Fernsehserie)
- 2022: Moving Violation (Kurzfilm)
- 2023: How I Met Your Father (Fernsehserie, Episode 2x19)
- 2024: Sugar (Fernsehserie, Episode 1x02)

### Synchronisationen
- 2014: Golden Winter 2 – Die Katzen sind los (Santa Claws)
- 2018: When Heroes Fly (Fernsehserie, 5 Episoden)
- 2018: Ad Vitam (Fernsehserie, Episode 1x06)
- 2021: Bajocero (Unter Null) (Bajo Cero)
- 2021: If I Go Missing the Witches Did It (Podcastserie, Episode 1x01)
- 2021: Christmas Flow (Fernsehserie, Episode 1x01)

### Filmschaffender
- 2012: Shame on Me (Kurzfilm; Drehbuch, Produktion)
- 2013: The Sun Is on Fire (Kurzfilm; Drehbuch, Produktion, Regie)
- 2013: Total White Guy Move (Fernsehserie, 7 Episoden Produktion; Episode 1x02 Regie)
- 2015: Not a Love Story (Kurzfilm; Drehbuch, Produktion)
- 2020: Work Without Pants (Fernsehserie, Drehbuch, Produktion)

## Theater (Auswahl)
- Cat on a Hot Tin Roof
- The Survivor
- Danny and the Deep Blue Sea